# グッド・ナイト (ビートルズの曲)
「グッド・ナイト」（Good Night）は、ビートルズの楽曲である。1968年に発売された9作目のイギリス盤公式オリジナル・アルバム『ザ・ビートルズ』に収録された。レノン＝マッカートニーの作品だが、リード・ボーカルはリンゴ・スターが務めている。演奏は、ジョージ・マーティンがアレンジしたストリングスのみとなっている。

## 背景・レコーディング
ジョン・レノンは、当時5歳であった息子のジュリアン・レノンの子守唄として「グッド・ナイト」を書いた。楽曲について、ポール・マッカートニーは「『グッド・ナイト』は僕の曲だと誤解されても、それはあながち無理のない話だと思う。とにかくソフトでメロディックで、とてもジョンらしくない曲だからね。たぶんジョンはジュリアンのために、子守唄を書いたんだと思う。とても美しくて、最終的にはリンゴが、オーケストラの伴奏で歌うことになった。きっとジョンは自分が歌うと、曲のイメージが崩れると思ったんだろう」と語っている。
「グッド・ナイト」のレコーディングは、1968年6月28日にEMIレコーディング・スタジオのスタジオ2で開始され、最初のセッションでは、レノンがフィンガー・ピッキングで弾くエレクトリック・ギターの伴奏が5テイク録音された。その後、テイク5の4トラック・テープのトラック2と3に2本のギター・パートが加えられ、トラック2のギター・パートはテープの回転速度を半分に落として録音された。7月2日に3本のギター・パートがトラック1にまとめられ、テイク6が作成されて別のレコーダーにコピーされた。その後、3本のギター・パートによる伴奏がついたバージョンは没となり、7月22日にスタジオ1でオーケストラとコーラスが加えられ、テイク34の最後で「Good night ... Good night, everybody ... Everybody, everywhere ... Good night.（おやすみ…おやすみ、みなさん…世界中の皆さん…お休みなさい）」という語りが加えられて完成となった。なお、オーケストラとコーラスのオーバー・ダビング・セッションの前に、スターはマーティンのピアノの伴奏でリハーサルを行い、ハリスンはシェイカーを演奏した。
1996年に発売された『ザ・ビートルズ・アンソロジー3』には、リハーサル音源の断片とテイク34を繋ぎ合わせた音源が収録された。
2018年に発売された『ザ・ビートルズ (ホワイト・アルバム) 〈スーパー・デラックス・エディション〉』のCD4に、テイク10とスターが冒頭の語りのフレーズを何パターンか試した際の音源が収録された。

## 評価
2018年に『インデペンデント』誌のジェイコブ・ストルワーシーは、アルバム『ザ・ビートルズ』収録曲を対象としたランキングで本作を28位に挙げ、「リンゴが歌う平凡な歌」「ジョージ・マーティンによる活気に満ちたオーケストラ・アレンジが施されているが、あらゆる子守唄のように、聴衆を眠りに誘わせるかもしれない」と評している。

## クレジット
※出典
第1バージョン
- リンゴ・スター - リード・ボーカル、ボンゴ
- ジョン・レノン - ギター（3本）、バッキング・ボーカル
- ポール・マッカートニー - バッキング・ボーカル
- ジョージ・ハリスン - バッキング・ボーカル

リハーサル
- リンゴ・スター - ボーカル
- ジョージ・ハリスン - シェイカー
- ジョージ・マーティン - ピアノ

第2バージョン
- リンゴ・スター - リード・ボーカル
- ジョージ・マーティン - ピアノ、チェレスタ、オーケストラ編曲
- マイク・サムズ・シンガーズ - コーラス
- オーケストラ - ヴァイオリン（12丁）、ヴィオラ（3丁）、チェロ（3台）、フルート（3本）、クラリネット、ホルン、ヴィブラフォン、ダブル・ベース、ハープ

## カバー・バージョンやその他の使用例
「グッド・ナイト」は、カーペンターズ、ケニー・ロギンス、リンダ・ロンシュタット、バーブラ・ストライサンド、マンハッタン・トランスファーらによってカバーされた。
2006年にシルク・ドゥ・ソレイユのショーのサウンドトラック・アルバムとして発売された『LOVE』では、本作のオーケストラ・パートが「オクトパス・ガーデン」の伴奏として使用されたほか、「愛こそはすべて」のコーダで使用された。
日本では、2019年から2020年までTBS系列で放送された『ダブルベッド』のエンディングテーマ曲として使用された。